# Sidneioides japonense
Sidneioides japonense is een zakpijpensoort uit de familie van de Polyclinidae. De wetenschappelijke naam van de soort is voor het eerst geldig gepubliceerd in 1913 door Redikorzev.